# Ronald Polansky
Ronald M. Polansky, auch in der Kurzform Ron Polansky (* 1948) ist ein US-amerikanischer Philosoph und Philosophiehistoriker auf dem Gebiet der antiken Philosophie.

## Leben
Polansky erwarb zunächst einen B.A. in Economics an der Yale University, bevor er zur Philosophie wechselte und am Boston College 1971 einen M.A. absolvierte. Zum Ph.D. in Philosophie promoviert wurde er ebendort 1974. Polansky war dann Professor für Philosophie an der Duquesne University, Pittsburgh, Pennsylvania, an der er 2019 emeritiert wurde.
Polansky arbeitet zu Aristoteles (besonders zu den Parva naturalia, Politik, Nikomachischen Ethik, De anima, Metaphysik) und Platon (besonders zum Theaitetos). Er ist Herausgeber der Fachzeitschrift Ancient Philosophy. Darüber hinaus beschäftigt er sich auch mit der Bioethik.

## Schriften (Auswahl)
- (Hrsg.): Aristotle’s Parva naturalia. Text, Translation, and Commentary. De Gruyter, Berlin, Boston 2024.
- mit  Kelsey Ward: The Practicality of Aristotle’s Politics: Practical Science’s Independence from Theory. In: David Keyt, Christopher Shields (Hrsg.), Principles and Praxis in Ancient Greek Philosophy: Essays in Ancient Greek Philosophy in Honor of Fred D. Miller, Jr. Springer Verlag, Cham 2024, S. 273–294.
- mit John Fritz: Aristotle on Accidental Perception. In: Demetra Sfendoni-Mentzou (Hrsg.), Aristotle – Contemporary Perspectives on his Thought: On the 2400th Anniversary of Aristotle's Birth. De Gruyter, Berlin, Boston 2018, S. 125–150.
- mit Emily Katz: The Performance of Philosophizing in the Platonic Lovers. In: American Journal of Philology 139, 2018, S. 397–421.
- mit William Wians (Hrsg.): Reading Aristotle. Argument and exposition. Brill, Leiden 2017.
- mit Joseph Cimakasky: Aristotle and Principlism in Bioethics. In: Diametros 45, 2015, S. 59–70.
- (Hrsg.): The Cambridge Companion to Aristotle’s Nicomachean Ethics. Cambridge University Press, New York, New York 2014.
- mit David Hoinski: The Gods’ Horses and Tripartite Souls in Plato’s Phaedrus. In: Rhizomata 2, 2014, S. 139–160.
- Aristotle’s De anima: A Commentary. Cambridge University Press, Cambridge 2007.
- mit Emily Cathrine Katz: The Bad is Last but Does Not Last: Aristotle’s Metaphysics Θ 9. In: Oxford Studies in Ancient Philosophy 31, 2006, S. 233–242.
- Moral Virtue and Megalopsychia. In: Ancient Philosophy 23, 2003, S. 351–359.
- mit Mark Kuczewski (Hrsg.): Bioethics. Ancient Themes in Contemporary Issues. M.I.T. Press, 2000.
- Philosophy and Knowledge: A Commentary on Plato’s Theaetetus. Bucknell University Press 1992.
- Professor Vlastos’s analysis of Socratic elenchus. In: Oxford Studies in Ancient Philosophy 3, 1985, S. 247–260.